# Aula-Talbrücke

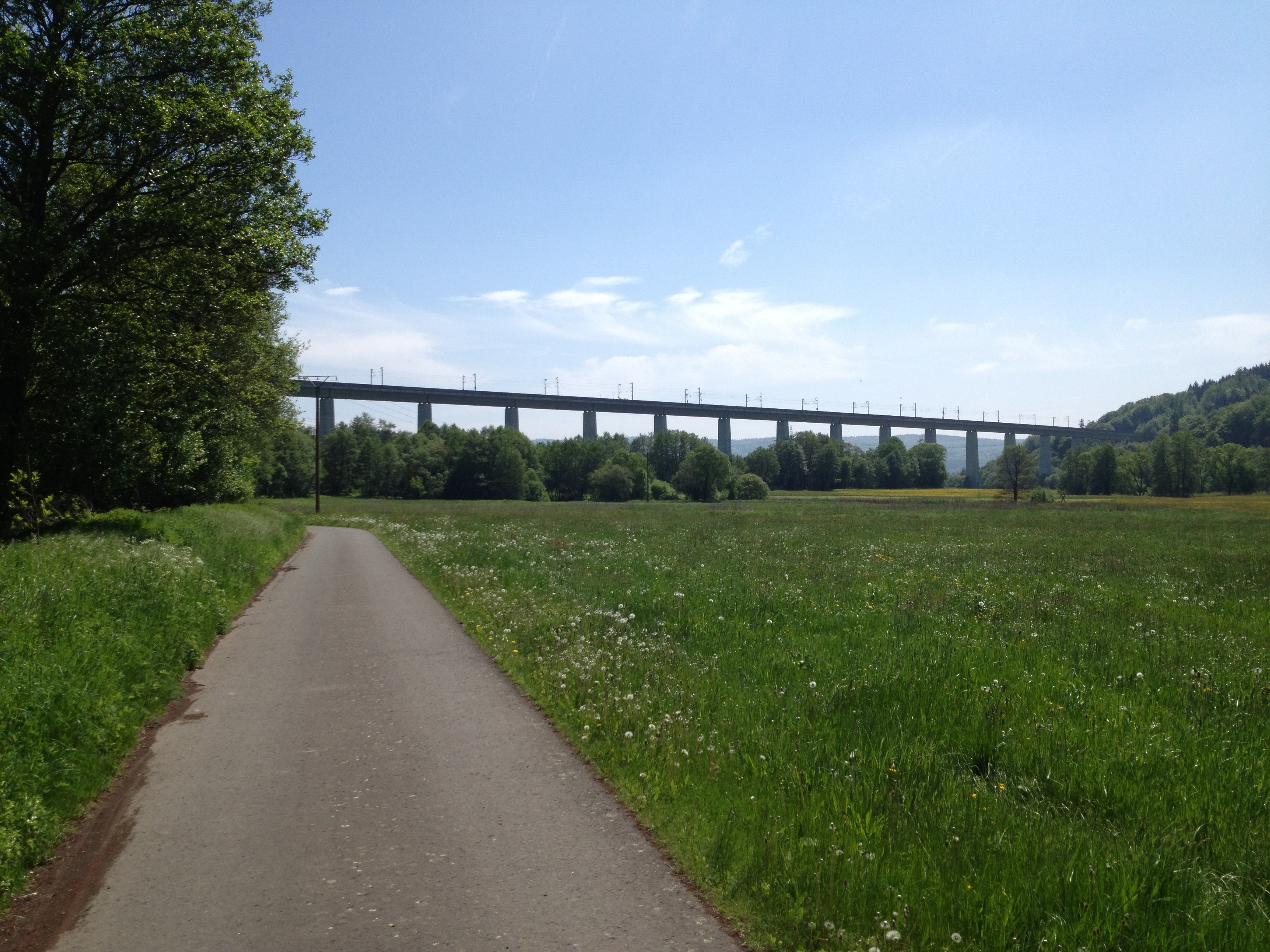
Die Aula-Talbrücke vom Bahnradweg Rotkäppchenland aus fotografiert

Die Aula-Talbrücke ist eine 880 m lange und bis zu 45 m hohe Eisenbahnbrücke der Schnellfahrstrecke Hannover–Würzburg. Sie überquert im Bereich des Ortsteils Kleba der Gemeinde Niederaula unter anderem die Aula und trägt daher ihren Namen. Sie überspannt ferner die Bundesstraße 454, den von der Aula abgezweigten Mühlengraben sowie mehrere Feld- und Forstwege.

## Lage und Verlauf
Das Bauwerk liegt zwischen den Streckenkilometern 202,953 und 203,833. Die Trasse verläuft in Nord-Süd-Richtung in einem Radius von 5100 m. Die Gradiente fällt Richtung Süden mit 12,5 Promille ab.
Die nach dem Verzeichnis der örtlich zulässigen Geschwindigkeiten (VzG) zulässige Geschwindigkeit im Bereich des Bauwerks liegt bei 280 km/h.

## Geschichte
Das Bauwerk lag in der Planungs- und Bauphase im Planungsabschnitt 15 des Mittelabschnitts der Neubaustrecke.
Die Bauarbeiten begannen im September 1985 und sollten (Stand: zirka 1987) im Mai 1988 enden. Im Bereich des Pfeilers 16 wurde die Aula verschwenkt.

## Technik
Für das Bauwerk wurden insgesamt 25.500 m³ Beton, 2.460 t Beton- sowie 365 t Spannstahl aufgewendet. Für die Gründung wurden rund 10.000 m³ ausgehoben. Auf dem Bauwerk wurde eine beidseitige Lärmschutzwand (1820 laufende Meter) installiert.

### Überbau

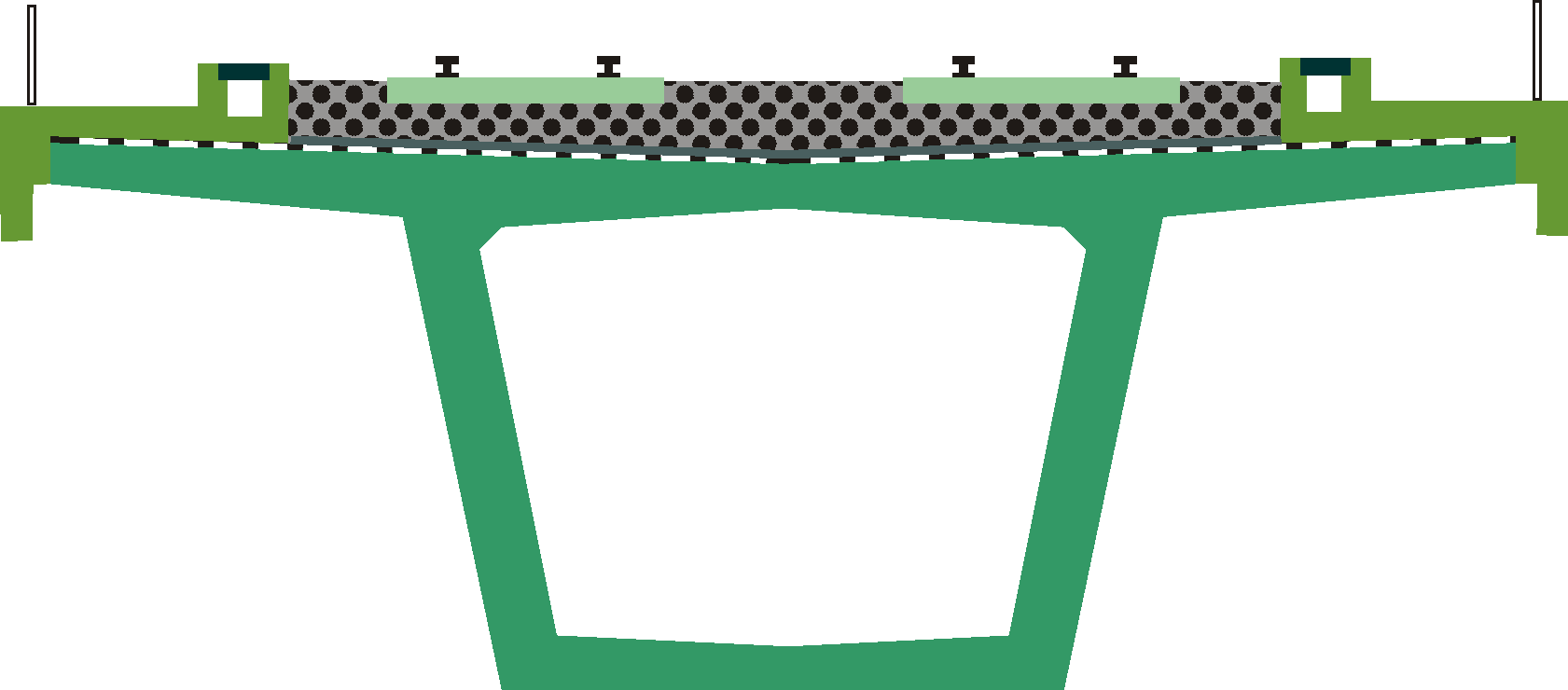
Überbau

Die Überbauten wurden als einzelliger Spannbetonhohlkasten ausgebildet und als Einfeldträger nach der Rahmenplanung für Talbrücken der damaligen Deutschen Bundesbahn ausgeführt. Sie wurden per Taktschiebeverfahren in einer Taktfolge von anderthalb Wochen vorgeschoben.

### Unterbau
Der Überbau ruht auf 19 Hohlpfeilern und zwei Widerlagern, bei einem Pfeilerabstand von 44 m. Die Pfeiler sind zwischen 11 und 40 m hoch und verjüngen sich mit einem beidseitigen Anzug von 50:1. Ihre Wandstärke liegt zwischen 40 und 80 cm, die Pfeilerköpfe messen 4,00 × 6,00 m. Die Pfeiler sind auf 2600 laufenden Metern und bis zu 21 m tiefen  Großbohrpfählen von 150 cm Durchmesser gegründet. Die Schienenoberkante liegt bis zu 45 m über dem Talgrund.
Nachdem bei Bohrungen zur Baugrunderkundung am Gebirge unzureichende Scherfestigkeiten festgestellt wurden, waren zur Erhöhung der Standsicherheit der Brücke sowie des benachbarten Hattenbergtunnels zusätzliche Hangsicherungsmaßnahmen erforderlich. Die südlichsten vier Gründungen der Brücke wurden dabei im Schutz von bis zu 27 m tiefen Großbohrpfahlwänden von 150 bzw. 200 cm Durchmesser errichtet. Insgesamt wurden rund 10.000 m³ ausgehoben und rund 4.000 t Zement in das Gebirge injiziert.